# Jan van Hoof
Jan Jozef Lambert van Hoof né le 7 août 1922 à Nimègue, - tué le 19 septembre 1944 à Nimègue, est un résistant néerlandais pendant la Seconde Guerre mondiale, connu comme sauveur du pont du Waal pendant l'opération Market Garden.

## Scoutisme et résistance
Van Hoof devient membre d'un club de scouts en 1932. Il participe au Jamboree mondial de 1937 à Vogelenzang, qui a été décisif pour la sauvegarde de la coopération œcuménique entre les clubs.
Dès la fondation aux Pays-Bas en 1933 de la jeugdstorm, organisation de jeunesse du mouvement national-socialiste, les scouts s'y opposent et les excluent. La même année, le scoutisme est interdit en Allemagne par les Nazis. Après l'invasion des Pays-Bas en 1940, l'occupant allemand essaie d'unifier toutes les branches  du scoutisme néerlandais en une organisation nationale sous leur contrôle. Devant leur refus, les clubs de scouts sont dissous le 2 avril 1941. Beaucoup de groupes scouts continuent néanmoins leurs activités en secret et dans l'illégalité, prélude à la résistance. Jan van Hoof reste ainsi membre clandestin après ce 2 avril. Étudiant dans sa ville natale, il avait dès l'invasion allemande du 10 mai 1940 rejoint le mouvement de résistance des étudiants à Nimègue. Il est actif dans les Services Secrets Néerlandais.

## OpérationMarket Garden
Après l'invasion normande de juin 1944, les alliés atteignent en septembre la frontière néerlando-belge. Le 10 septembre 1944, ils décident de percer rapidement par un corridor étroit jusqu'à Arnhem, longeant la ligne Siegfried, pour ensuite attaquer l'Allemagne par le nord des grands fleuves néerlandais et par la région de la Ruhr. C'est l'opération Market Garden, qui a pour but d'accélérer la fin de la guerre. Le 17 septembre 1944, on passe à l'action. Le corridor passe par les localités d'Eindhoven, Sint-Oedenrode, Veghel, Uden, Grave et  Nimègue à Arnhem. Dans ce corridor se trouvent plusieurs ponts à conquérir et défendre. Le dernier de ces ponts, le pont du Rhin à Arnhem, sera finalement un pont trop loin, l'opération s'arrête là et la partie nord des Pays-Bas subira un hiver de famine avant d'être libérée au mois de mai 1945.

## Jan van Hoof et l'opération Market Garden

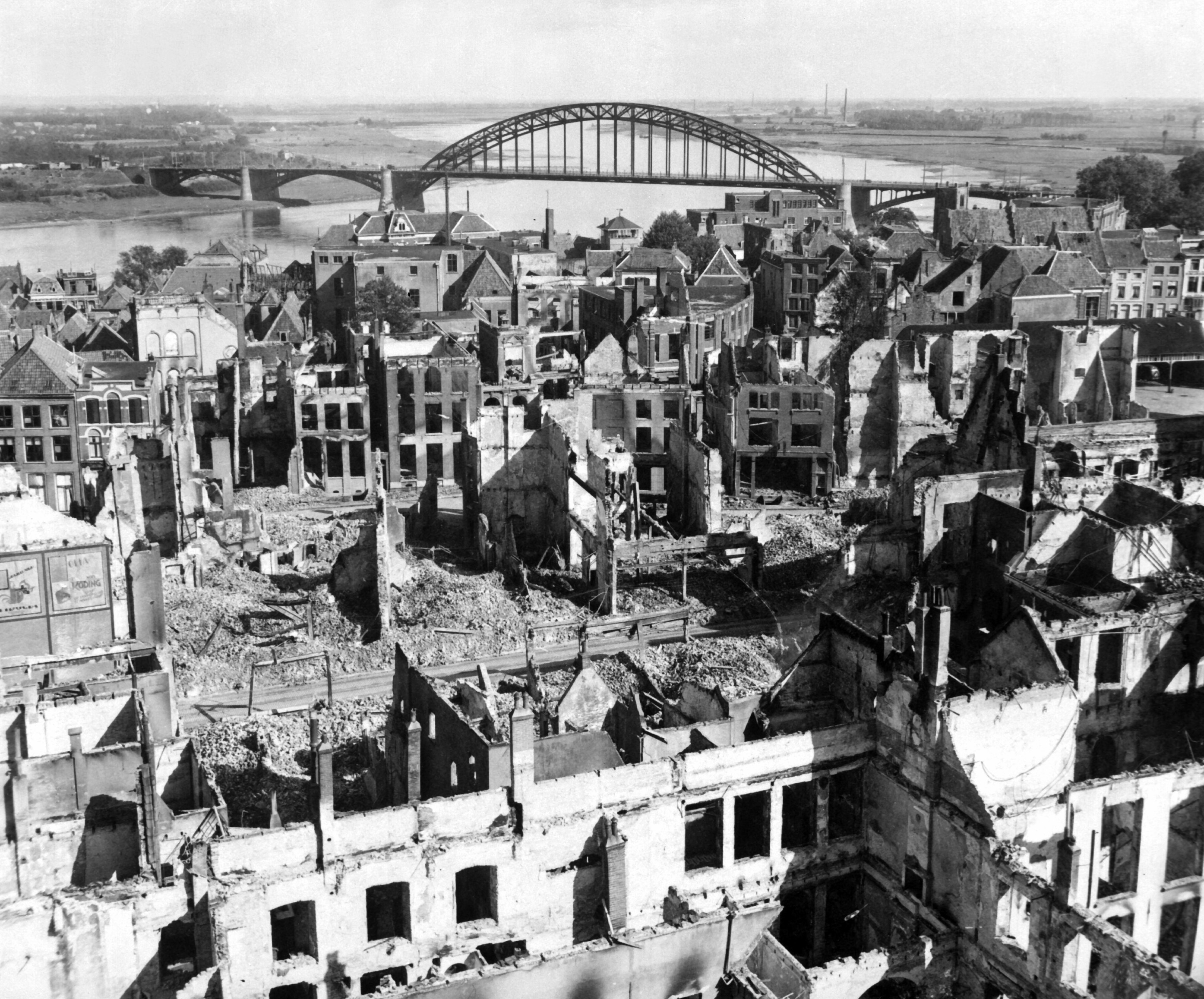
Vue sur Nimègue et le pont du Waal, le 28 septembre 1944 après les bombardements dits par erreur de février 1944 et les batailles de septembre 1944

En tant que membre des Services Secrets Néerlandais, Jan van Hoof collecte pendant des mois des informations diverses, notamment sur les explosifs placés par les Allemands sous le pont routier et le pont du chemin de fer sur le Waal à Nimègue. Le 18 septembre 1944, Van Hoof neutralise les explosifs sous le pont routier. Le 19 septembre, Van Hoof va à l'hôtel Sionshof près du Heilig Landstichting, centre de rassemblement des militaires alliés et des journalistes de guerre et il leur montre quelques croquis des positions des renforts allemands autour des ponts du Waal. À partir de l'hôtel Sionshof, il guide l'après-midi une voiture de reconnaissance du Royal Engineers à travers le centre de Nimègue. Sur le Nieuwe Markt, pas loin du pont de chemin de fer, le Humber Scout Car du Lance-Sergeant W.T. Berry (30 ans) et son chauffeur (probablement A.Shaw, 23 ans) est pris sous les tirs ennemis et prend feu. Jan van Hoof est éjecté de la voiture. Il est vivant mais il est capturé, torturé et ensuite exécuté sur place.

## Sa tombe
Van Hoof, Berry et le chauffeur sont provisoirement enterrés au Kronenburgerpark. Quelques jours plus tard, les corps sont exhumés, identifiés puis enterrés au Cimetière Général près de la Graafseweg. En 1945, le corps de Jan van Hoof est déplacé au Cimetière Daalseweg où se trouve toujours son monument funéraire honorifique. À la fermeture du cimetière, sa dépouille est transférée au champ d'honneur du Cimetière Vredehof, Weg door Jonkerbosch.
Lance-Sergeant W.T. Berry est enterré au cimetière militaire Jonkerbos War Cemetry.

## Honneurs posthumes et monuments
- Les États-Unis ont décerné à Jan van Hoof la médaille de la Liberté avec palme de bronze, (novembre 1945).
- Les Pays-Bas lui ont décerné le Nederlandse Ridderkruis 4eclasse de l'ordre militaire de Guillaume (9 novembre 1946).
- Le Royaume-Uni lui a décerné le King's Commendation for Brave Conduct avec laurier d'argent (novembre 1947) [2].

- En 1945, on l'honore d'une tablette commémorative "Ici est tombé JAN VAN HOOF sauveur du pont du Waal, 19-9-1944" au Nieuwe Markt. La plaque se trouve actuellement au Joris Ivensplein[3].
- Le 18 septembre 1945, on place sur un pilier du Pont du Waal, côté Lent, une plaquette en relief[4].
- En septembre 1954, on place un grand monument sur le Keizer Traianusplein, commémorant Jan van Hoof et tous les résistants de Nimègue tombés pour la libération de la ville. Ce monument est connu sous le nom Van Hoof monument[5].

## Source
- (nl) Cet article est partiellement ou en totalité issu de l’article de Wikipédia en néerlandais intitulé « Jan van Hoof » (voir la liste des auteurs).